# 乞活
乞活（きつかつ）は、西晋から五胡十六国時代にかけて、黄河一帯で活動していた漢民族の武装流民集団。

## 事跡
304年、并州で匈奴の劉淵が挙兵すると、略奪や殺戮が繰り返され、并州は大いに荒廃した。306年、并州刺史司馬騰は劉淵の勢力拡大を恐れて鄴へ逃れた。この時、百姓や兵士、官吏2万戸余りが食糧を求めてこれに付き従ったが、鄴城に到着した司馬騰は彼らに食糧を集めさせるため冀州へ派遣した。田甄・田甄の弟の田蘭・任祉・祁済・李惲・薄盛ら并州の将がこの集団を統率した。この時、彼らは自らを乞活と号した。
307年、汲桑が挙兵すると、司馬騰はこれに敗れて殺された。汲桑はさらに幽州刺史石尟が守る楽陵に攻め込んだ。乞活の田禋は田蘭・薄盛らと共に、司馬騰の報復として汲桑討伐の兵を挙げ、兵五万を率いて石尟の救援にむかった。だが、彼らが到着する前に石尟は敗死し、田禋は汲桑配下の石勒に敗れた。その後、兗州刺史苟晞と冀州刺史丁紹が汲桑を大敗させると、田甄らは再び兵を動かして汲桑を楽陵で討ち、仇を取った。汲桑討伐の功績として、東海王司馬越は田甄を汲郡太守とし、田蘭を鉅鹿郡太守とした。田甄が魏郡太守の位を求めたが、司馬越は許さなかったので、彼を恨むようになった。
308年、滎陽に移った司馬越は田甄らを呼び寄せたが、司馬越に不信感を抱いていた田甄は応じず、司馬越は監軍の劉望に討伐させた。劉望が黄河を北に渡ると、田甄は撤退した。配下の李惲・薄盛は田蘭を斬って、その部下を率いて司馬越に降ると、田甄・任祉・祁済は軍を捨てて上党に逃走した。
11月、石勒が中丘に攻め込んでくると、田禋・赦亭は敗れて殺された。洛陽が漢（後の前趙）の侵攻を受けると、李惲・薄盛らは兵を率いて救援に向かい、劉聡を敗走させた。李惲らはさらに、新汲にいる漢の大将軍王弥も打ち破った。
310年、司馬越が死ぬと、その棺は封国である東海に運ばれた。右衛将軍となった李惲は、司馬越の妃裴氏と世子の司馬毗を伴い洛陽から東海へ向かった。だが、洧倉で石勒の強襲に遭い、司馬毗らを見捨てて李惲は広宗へと逃亡した。
洛陽が陥落すると、大司馬王浚は帝位に立つ志を抱き、皇太子を立てて百官を置いた。この時、李惲は青州刺史に任じられた。313年、李惲は上白城において石勒と戦ったが、敗れて殺された。石勒は降伏した兵を生き埋めにしようとしたが、その兵の中にかつての恩人郭敬がいることを知り、全員免罪となった。郭敬は上将軍となり、降伏した兵士は皆彼の配下になった。李惲敗死を知った王浚は、青州刺史の地位を薄盛に取って代わらせた。しかし、薄盛は勃海郡太守の劉既を捕えると、五千戸を引き連れて石勒に降伏した。その後間もなく、王浚も石勒に滅ぼされた。
薄盛の降伏をもって滅亡したかに見えた乞活だが、別の形で存続を続けた。もう一つの乞活は陳午という将が率いており、李惲が永嘉の乱後に北に向かった際、彼は李惲と別れて黄河以南の浚儀に留まった。そして、蓬陂に塢壁（外敵を防ぐための土壁をめぐらした集落）を作り、精兵五千でこれを守った。以後、石勒と蓬関一帯を争った。319年、陳午が亡くなった。彼は死ぬ間際に部下たちに対して「決して胡人に仕えてはならぬ」と言い残した。有力者達の推挙により子の陳川が盟主となった。ただ、彼は法規によって集団を管理したので、陳午の様に部下の心を掴めなかった。陳川は自ら寧朔将軍・陳留郡太守と号した。
東晋の豫州刺史祖逖が流民の張平・樊雅らと争っていると、祖逖は使者を遣わして陳川に救援を求めた。陳川は将軍の李頭を遣わしてこれを救援させ、祖逖を勝利に導いた。祖逖がこの時樊雅の駿馬を手に入れると、褒美として李頭に与えた。李頭は祖逖の厚遇に感じ入り「もしこの人を主にできれば、何も怨むことはないぞ」と言ったが、陳川がこれを聞くと怒って李頭を殺した。李頭配下の馮寵が四百人を引き連れて祖逖に身を寄せると、陳川はますます怒り、魏碩を遣わして豫州の諸郡を掠奪させて子女車馬を奪い取った。祖逖は衛策を遣わして谷水において襲撃を掛け、攫われた者の身柄を奪い返した。陳川は大いに恐れ、部下を連れて石勒に降伏を申し入れた。石勒は五万の兵をもって陳川の救援に向かうも、祖逖は奇兵をもってこれを大破した。このため、石勒は陳川を連れて襄国へ撤退した。
この後しばらく乞活に関する記録は途絶えるが、冉閔・李農の反乱の際に再び僅かではあるが記述がある。